# Низкий (остров, залив Ахматова)
Ни́зкий — остров архипелага Северная Земля. Административно относится к Таймырскому Долгано-Ненецкому району Красноярского края.
Расположен в восточной части архипелага, в северо-восточной части залива Ахматова на расстоянии около 400 метров от побережья острова Большевик, к востоку от мыса Дальний. Севернее Низкого лежат два других острова Северной Земли: Южный — в 500 метрах и Острый — в 1,3 километрах.
Имеет овальную, слегка вытянутую с юга на север форму длиной не более 300 метров. Существенных возвышенностей на острове нет.

## Топографические карты
- Лист карты T-48-VII,VIII,IX залив Ахматова. Масштаб: 1 : 200 000. Состояние местности на 1982 год. Издание 1988 г.